# (10711) Pskov
(10711) Pskov ist ein Asteroid des mittleren Hauptgürtels, der von der ukrainisch-sowjetischen Astronomin Ljudmyla Schurawlowa am 15. Oktober 1982 am Krim-Observatorium in Nautschnyj (IAU-Code 095) entdeckt wurde.
Die Umlaufbahn von (10711) Pskov um die Sonne hat mit 0,2220 eine hohe Exzentrizität. Der mittlere Durchmesser des Asteroiden wurde sehr grob mit 13,010 km (± 3,391) berechnet, die Albedo ebenfalls sehr grob mit 0,076 (± 0,062).
(10711) Pskov wurde am 24. Juli 2002 nach der russischen Stadt Pskow benannt.